# Диантимонид рутения
Диантимонид рутения — бинарное неорганическое соединение
рутения и сурьмы с формулой RuSb2,
кристаллы.

## Получение
- Нагревание чистых веществ в вакууме:

{\displaystyle {\mathsf {Ru+2Sb\ {\xrightarrow {T}}\ RuSb_{2}}}}

## Физические свойства
Диантимонид рутения образует кристаллы
ромбической сингонии, пространственная группа P nnm, параметры ячейки a = 0,59524 нм, b = 0,667 нм, c = 0,31803 нм, Z = 2,
структура типа марказита
.